# 武汉大学附属中学
武汉大学附属中学（英文：Middle School Affiliated to Wuhan University）是湖北省武汉市武昌区的一所公立高级中学，简称武大附中。
武汉大学附属外语学校（英文：Foreign Languages Middle School Attached to Wuhan University），简称武大外校，是武汉大学外语学院与私人资本合办的一所初级中学。
曾經，武大外校与武大附中名义上为两所学校，但实际上共用教师、教学楼和教学设备，实行“一套班子，两块牌子”，武大附中实质为高中部，武大外校实质为初中部。現高中部與初中部已分居兩地，以廣八路相隔。

## 校史
武大附中建立于1916年4月，当时称国立武昌高师附中，是国立武昌高等师范学校（今武汉大学）的附属学校，校址在武昌南路。武大附中的校名几经变更，于1926年12月改名为国立武昌中山大学附中。1932年搬迁至现址，即珞珈山。1935年7月，时任武汉大学校长的周鲠生建立新武大附中，取名为私立武昌东湖中学。1938年，武汉沦陷，武大附中随武汉大学迁往四川乐山，更名国立武汉大学附设珞嘉中学。1946年抗日战争结束，武大附中回到武昌珞珈山，仍使用私立武昌东湖中学为校名。
1951年，武大附中与武昌博文中学合并，改为省立武昌二中（武汉市第十五中学）。1958年，武大附中恢复，更名为武汉大学附属共青团中学。1959年，武大附中与武汉市第十四中学合并，正式定名为武汉大学附属中学。1963年，武大附中脱离武汉大学管辖，又改称武汉市第十四中学。1980年，武大附中从武汉大学附属学校中剥离，正式恢复武汉大学附属中学。90年代，武大外校创立。2000年由于武汉大学同武汉水利电力大学、武汉测绘科技大学、湖北医科大学合并，这几个学校的附属中学也相应合并，成立新武汉大学附属中学。2007年高中部與初中部分離，成立新的武大附中和武大外校。

## 现状

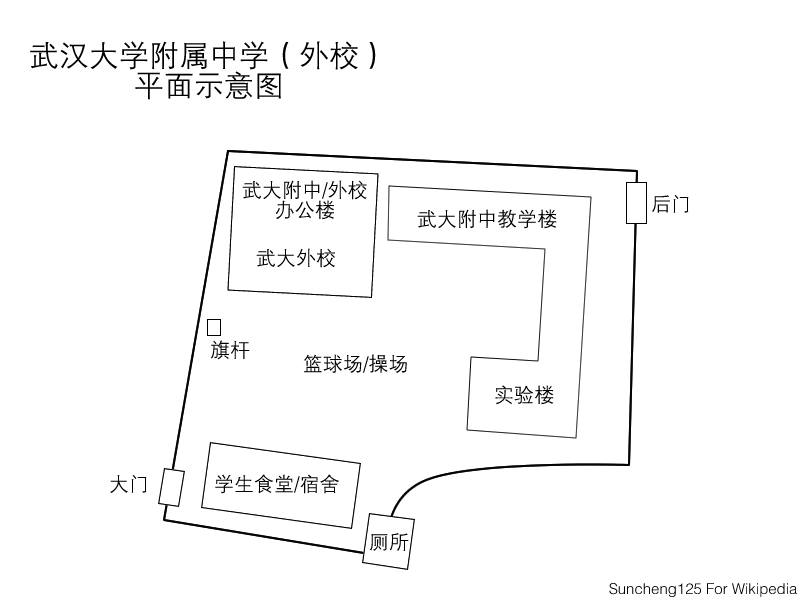
武大附中(初中部)校园地图

武大附中是中华人民共和国教育部直属高校附中，现在武大附中位于武汉大学校内，和武大外校坐落于同一个校园中，紧邻珞珈山、东湖，学校面积很小，因为位于武汉大学家属区内，校园无法扩建，20多年前的规划面积已经不能满足需要。近年来招生数量的膨胀加剧了教室不足。因此武大附中建设新高中部以缓解教室压力，于2007年下半年建成。2004年以来设置了闭路电视系统、班班通系统等校园网络。
武大附中是武汉大学的附属学校。在1990年代，就读于武大附中的学生报考武汉大学后，只需要达到湖北省高考重点分数线即可被录取。但是现在其学生报考武汉大学已无“优惠”，仍需要达到武汉大学的录取分数线才能被录取。
2007年5月，武汉大学附属中学新高中部在武汉大学信息学部落成；同年9月，高中部迁往新址，自此高中部与初中部分离。

## 校友
- 郭述申、伍修权、查全性、李林、欧阳予、杨弘远、艾天